# Jonathan Hoefler
Jonathan Hoefler (Nova York, 22 de agosto de 1970) é um designer tipográfico americano. Hoefler é fundador da fundidora de tipos Hoefler Type Foundry.

## Juventude
Jonathan Hoefler nasceu em 22 de agosto de 1970, na cidade de Nova York. É filho de Doreen Benjamin e Charles Hoefler, cenógrafo e produtor de teatro. Hoefler despertou seu interesse para o design tipográfico após o contato com o texto em Gill Sans, presente em caixas de creme. Hoefler é autodidata e trabalhou como diretor de arte da revista Roger Black antes de formar a fundidora de tipos Hoefler Type Foundry, em 1989.

## Carreira

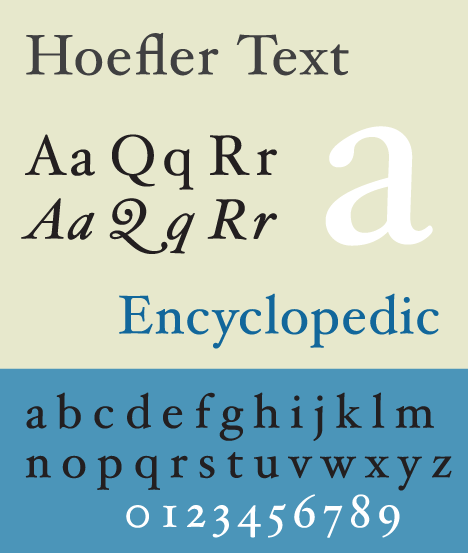
Hoefler Text, uma fonte serifada projetada por Hoefler em 1991.

O Champion Gothic de Hoefler foi inspirado em um tipo de madeira do século XIX. Foi encomendado para a Sports Illustrated logo após a fundação da empresa em 1989. Em 1997, seu caminho se cruzou com o designer Tobias Frere-Jones, quando ambos estavam tentando comprar catálogos de fundição de tipos alemães. Em 1999, Hoefler começou a trabalhar com Frere-Jones e, de 2005 a 2014, a empresa fez uma parceria e operou sob o nome Hoefler & Co. Em 2000, a empresa, sob a direção de Frere-Jones, projetou sua fonte Gotham para a revista GQ e recebeu amplo reconhecimento por seu trabalho. Nos últimos 20 anos, é uma das fontes de maior sucesso, sendo, inclusive, utilizada na campanha presidencial de Barack Obama em 2008.
O processo de Hoefler ao projetar fontes começa com a pesquisa em registros históricos, seguido de uma linguagem de programação Python para automatizar tarefas repetitivas. Suas fontes são sistemáticas, lógicas e incorporam características específicas baseadas em suas pesquisas. Hoefler projetou fontes originais para Rolling Stone, Harper's Bazaar, The New York Times Magazine, Sports Illustrated e Esquire e vários clientes institucionais, incluindo o Museu Solomon R. Guggenheim e a banda alternativa They Might Be Giants. Um dos seus trabalhos mais conhecidos é a família de fontes Hoefler Text, projetada para a Apple como parte do sistema operacional do Macintosh. Ele também projetou a marca atual de A Igreja de Jesus Cristo dos Santos dos Últimos Dias . 
Em janeiro de 2014, Frere-Jones processou Hoefler na Suprema Corte de Nova York, acusando-o de enganá-lo. Frere-Jones afirmou que, em 1999, Hoefler concordou em uma parceria verbal 50-50 que era legalmente vinculativa. À luz do processo, Hoefler mudou o nome de volta para Hoefler & Co, alegando que Frere-Jones era apenas um funcionário e citando um acordo onde eles não eram sócios, mas "entidades independentes" e pediu ao tribunal que encerrasse o caso. Fãs da fundição ficaram chocados com a notícia do processo. Posteriormente, eles se estabeleceram em setembro de 2014.
Em 15 de setembro de 2021, a Monotype anunciou a aquisição da Hoefler & Co. e da biblioteca de fontes de Hoefler, que anunciou sua intenção de se aposentar da empresa.

## Prêmios e reconhecimento
Em 1995, Hoefler foi nomeado um dos quarenta designers mais influentes da América pela revista ID Magazine, e em 2002, a Association Typographique Internationale concedeu seu prêmio de maior prestígio, o Prix Charles Peignot, por suas contribuições notáveis para a tipografia Projeto.
O trabalho de Hoefler faz parte da coleção permanente do Cooper Hewitt Smithsonian Design Museum. Em 2011, o Museu de Arte Moderna adquiriu duas das fontes de Hoefler: Mercury e HTF Didot.
Em 2013, Hoefler foi premiado com uma medalha AIGA junto com Frere-Jones por "suas contribuições para a paisagem tipográfica através de um artesanato impecável, referência histórica habilidosa e considerações vernáculas e perspicazes."